# Savelsbos

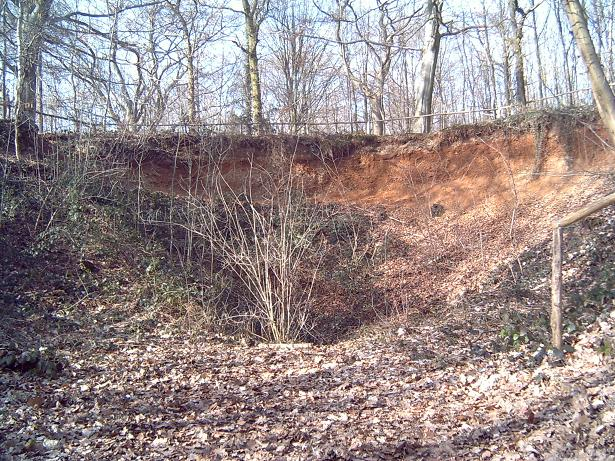
En stengrop i Savelsbos: Savelsbos grustag.

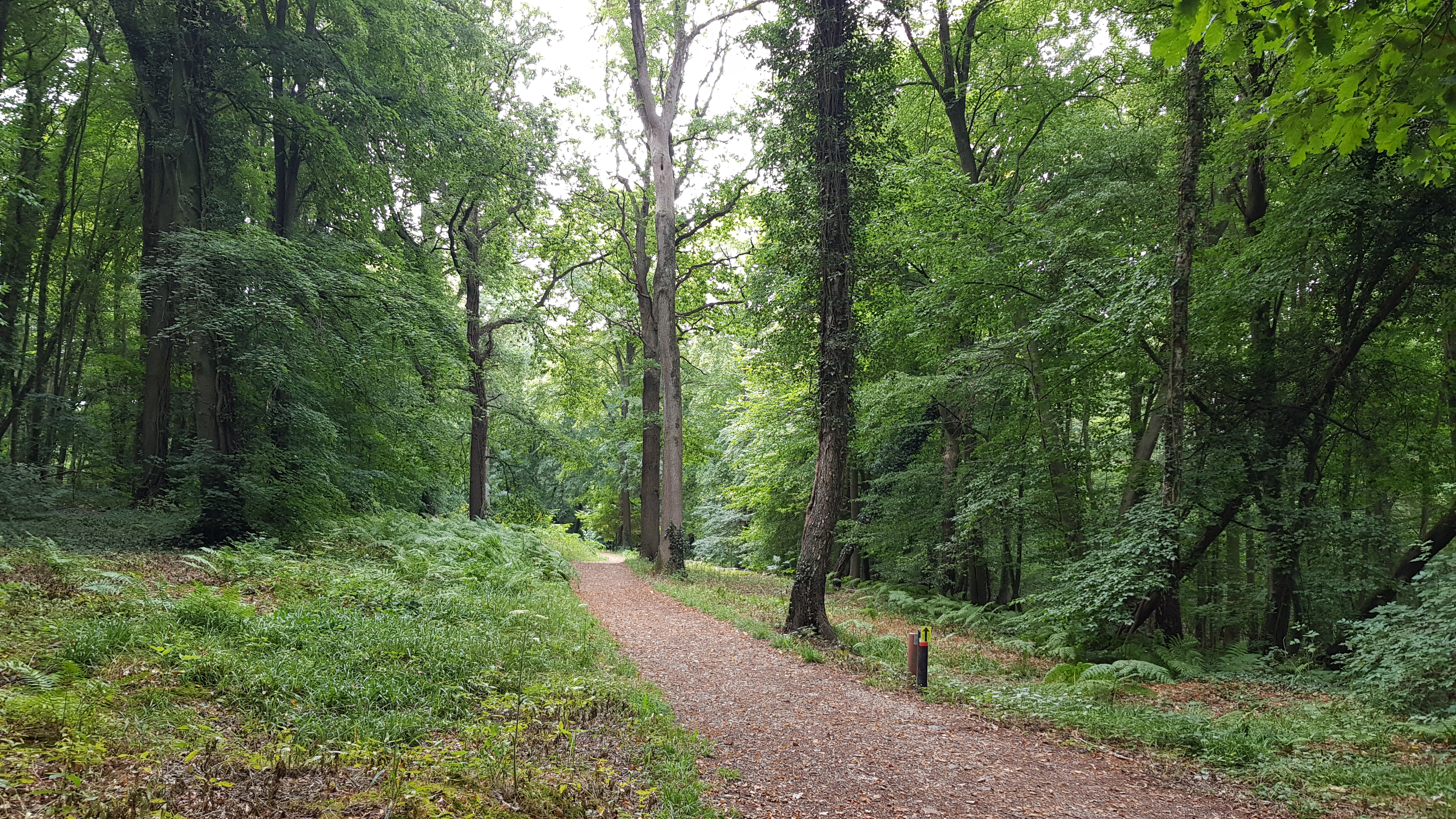
Skogsstig med lindar.

Savelsbos (limburgiska: Savelsbösj) är ett 6 km långt, ofta smalt bälte av sluttningsskogar (skråningsskoger är en mycket typisk skogsform för Limburg) i den (ofta branta) östra Maasdalsbacken, ligger öster och sydost om Maastricht och ligger mellan byarna. av Cadier en Keer, Gronsveld, Eckelrade, Sint Geertruid, Moerslag och Rijckholt. Skogen täcker ett område på cirka 240 hektar. Skogen har mycket branta, ofta eroderande sluttningar med höjdskillnader från 70 m till 125 m över havet (NAP (Normal Amsterdam Level)). Jorden består av kritvittringsjord, lerjord och gruslager. Skogen med omnejd är en del av det 360 hektar stora Natura 2000-området.
Savelsbos består av 5 delområden; Eijsderbos, Rijckholterbos, Trichterberg, Riesenberg och även Savelsbos.
En annan skog som ligger på den östra Maas-dalsluttningen är Bunderbos nära Bunde.

## Historia
Sedan 1953 har förvaltningen av skogen varit statens skogsavdelning (Staatsbosbeheer i Nederländerna).

## Grubben
Ett antal grubben (torr dal), smala, branta och ofta raka torra dalar vinkelrätt mot Meuse-dalens sluttning sträcker sig kilometer från platån, så att hela skogen har en ganska nyckfull form. Grübben går från Margratenplatån till den mellersta terrassen i Maas. 
Torra dalgångar bildades under tider av permafrost, under geologiska perioder som Elsterian, Saalian och Weichselian när det fanns ett tundraklimat. Först under sommarmånaderna tinade de översta 2 till 2,5 metrarna av jorden, varefter detta översta lager förvandlades till en våt, mjuk massa eftersom vattnet inte kunde rinna ut i den frusna jorden. Detta smältvatten rann nerför sluttningarna och eroderade på så sätt torra dalgångar. Senare eroderades dessa grubbs ytterligare eftersom de  dränerade regnvatten i tider av extrema regnvattenöverskott. De användes och används ofta som förbindelsevägar eller stigar. Grubben ser ibland ut som Hålväger men kan inte alltid likställas med dem.
De största grubbarna genom skogen är: Schône Grubbe, Scheggeldergrubbe och Dorregrubbe. I skogens södra kant ligger den torra dalen Herkenradergrub. I sluttningarna och i skogen kan du känna igen terrasser med vinodling, som går tillbaka till romartiden. Området ägs av  Staatsbosbeheer (Skogsstyrelsen).
I Savelsbos är grundvattnet mycket djupt, så det finns bara en källa i skogen: De Fontein

## Flora, fauna och svamp
Skogen är ett naturreservat och den Schône Grubbe är ett skogsreservat. Vanliga träd är bland annat ek, lundalm, bok, tysklönn, robinia och hästkastanjesläktet. Skogen är bland annat känd för den spektakulära, massiva blomningen av ramslök, en lökliknande växt som främst växer på eroderande platser. Skogsområdet är den nordligaste platsen där växten mandeltörel förekommer.
Den centrala delen (Rijckholterbos) är en gammal skogskärna med en lång historia. På fastighetskartor från tvåhundra år tillbaka framstår skogen redan som en skogsdunge. Man antar att det huvudsakligen rörde sig om en central skog (skogsdunge med träd). Det som gör skogen unik är att den innehåller stora bestånd av inhemska lindar (totalt ca 30 ha). Dessa är bohuslind, lind och den naturliga hybriden av dessa två. Dessutom finns det inhemska populationer av många andra inhemska trädarter och buskarter av denna skogstyp. Det karakteristiska örtartade skiktet i sluttningsskogarna har också här en stor mångfald av arter, inklusive mycket sällsynta arter. Eftersom det fortfarande finns så många karakteristiska inhemska träd i Savelsbos har det statusen "mycket värdefullt" enligt Nederländernas kulturarvsbyrå.
Olika djurarter som hermelin, rödräv,  iller, trädgårdssovare, kopparödla, Europeisk grävling och vildsvin finns där. Det forskas på förekomsten av mård i Savelsbos. Cirka 120 fågelarter, inklusive speciella sådana som gröngöling och göktyta, förekommer i skogsområdet. 33 dagaktiva och 520 nattaktiva fjärilsarter förekommer, inklusive följande sällsynta; dag: skogsvitvinge, silverstreckad pärlemorfjäril, körsbärsfuks, natt: Thyris fenestrella, smaragdgrön lundmätare, lönngördelmätare, spenörtsmalmätare, snövit hasselmätare, stegania cararia, pudrad skymningsmätare,...
Savelsbos är känt för sin vackra vårflora, enligt ekologer är det den vackraste skogen i Nederländerna på grund av vårfloran. De karakteristiska vårarterna är: vitsippa, gullviva, skogsviol, gulplister, desmeknopp och områdets specialitet: den sällsynta gulsippa.
Dessutom finns det också flera sällsynta svamparter. De mest unika är: Ditangium cerasi, Ochropsora ariae, Puccinia adoxae, Sawadaea tulasnei och sipprost.

### Bilder

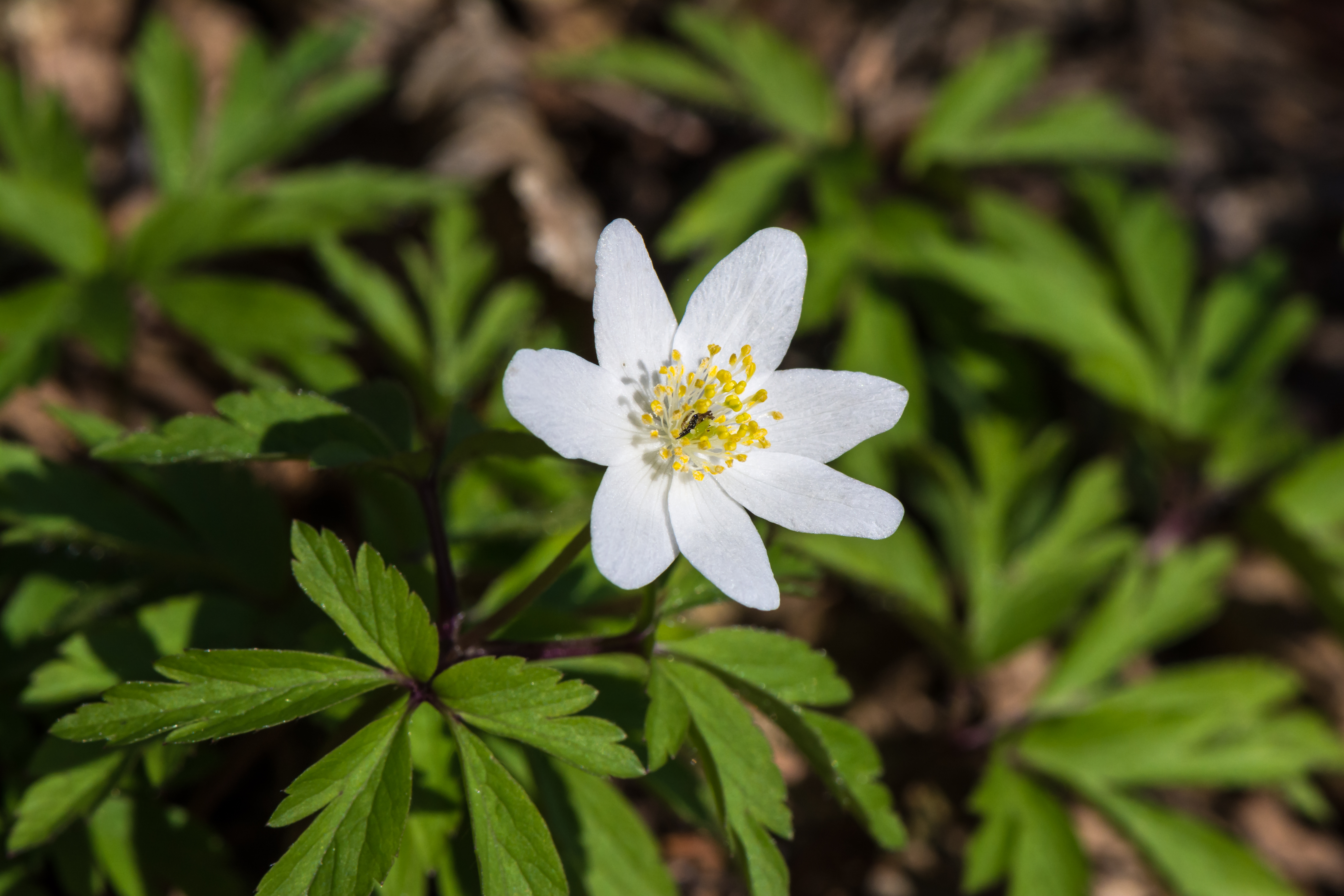
Vitsippa.
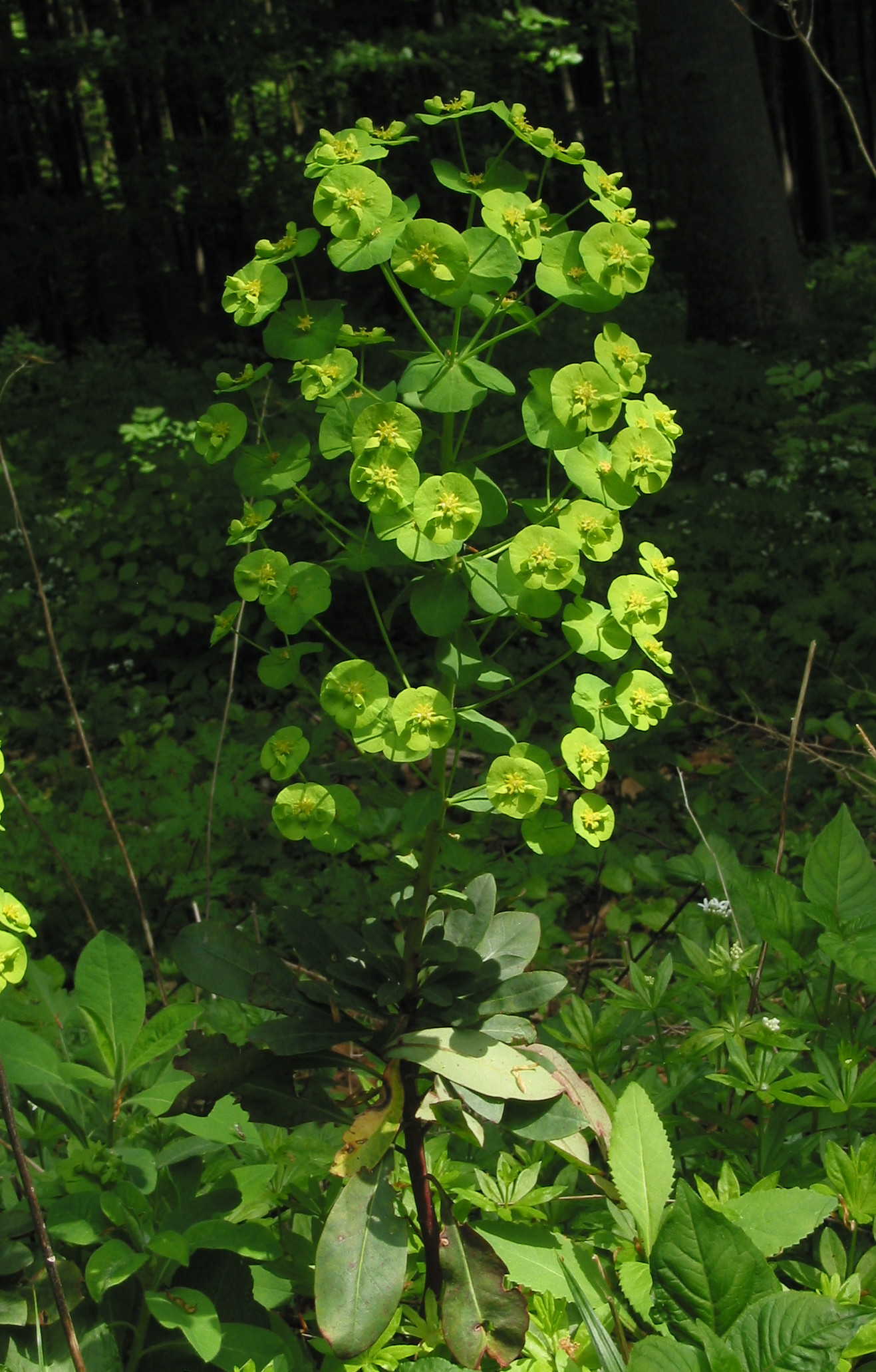
Mandelspöke.
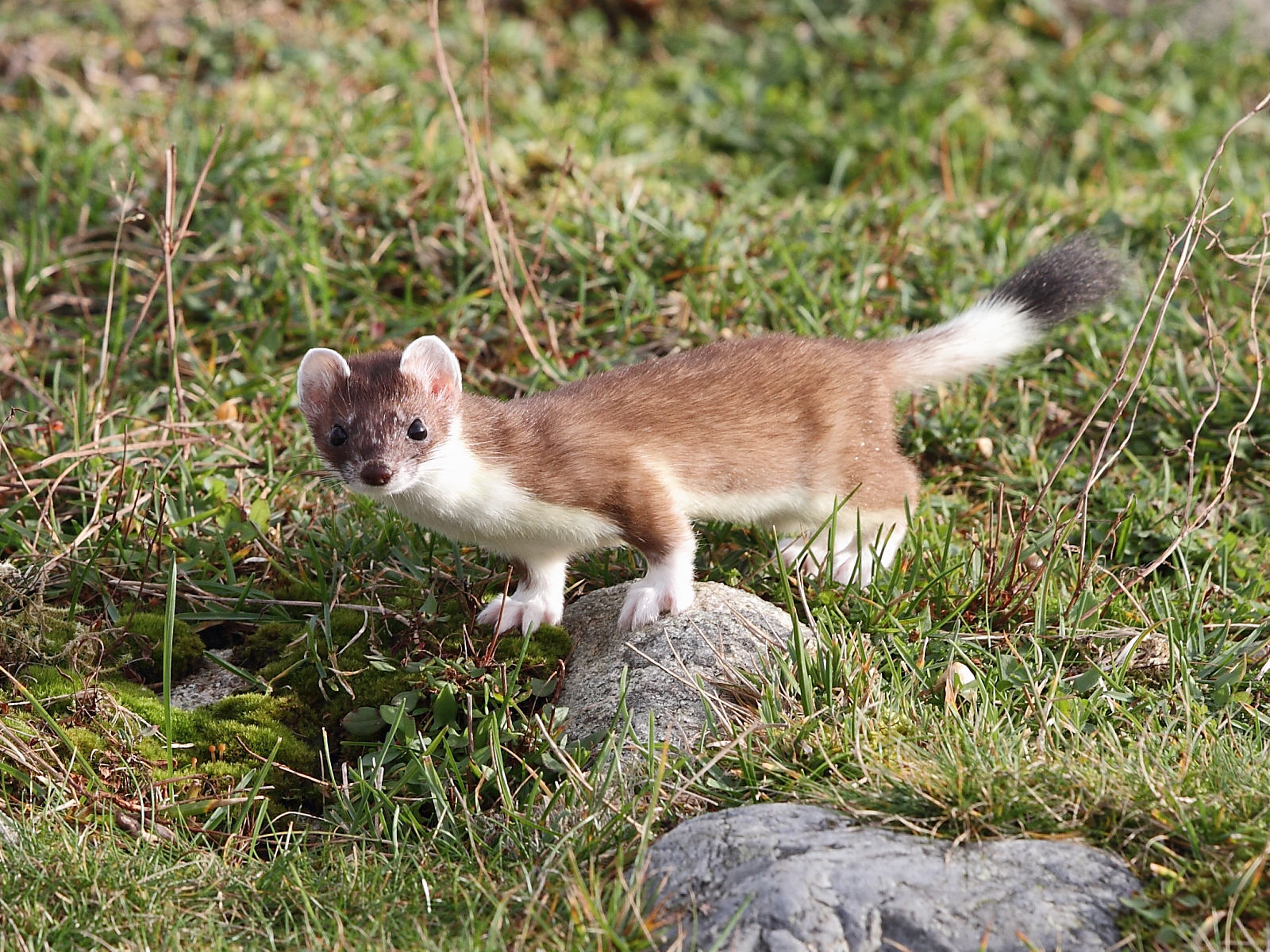
Hermelin (sommarrock).
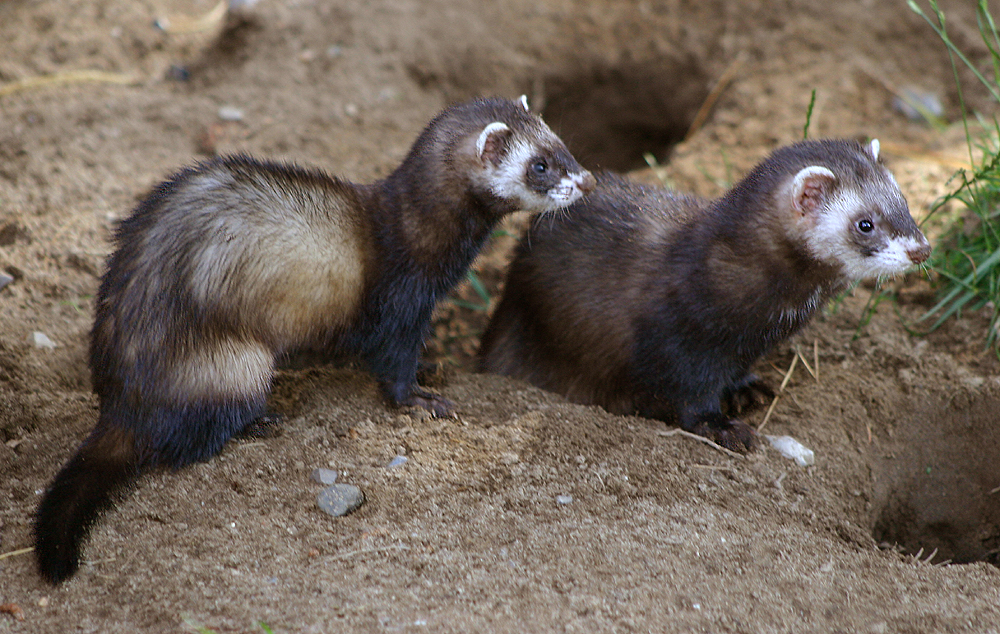
Iller.
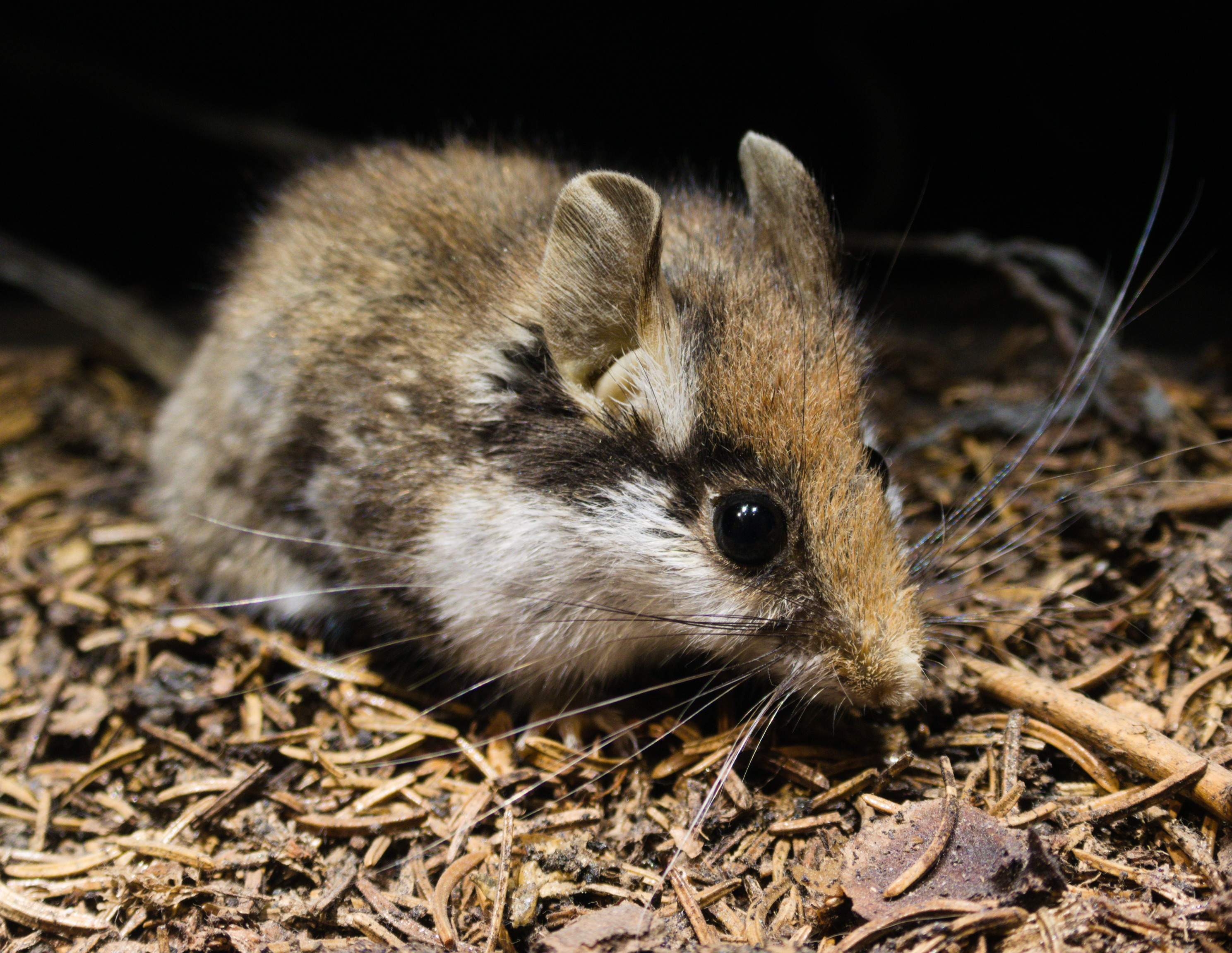
Trädgårdssovare.
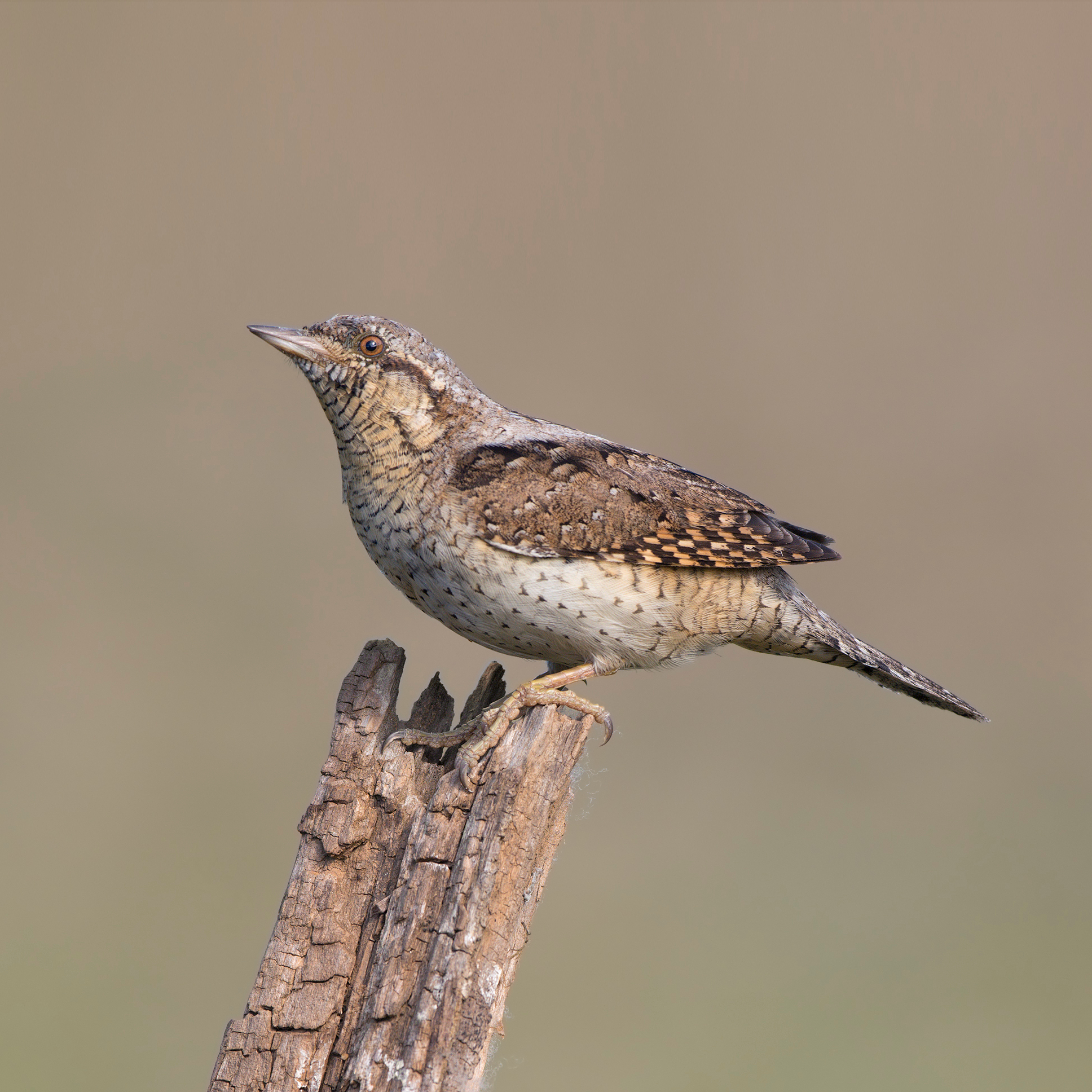
Göktyta.
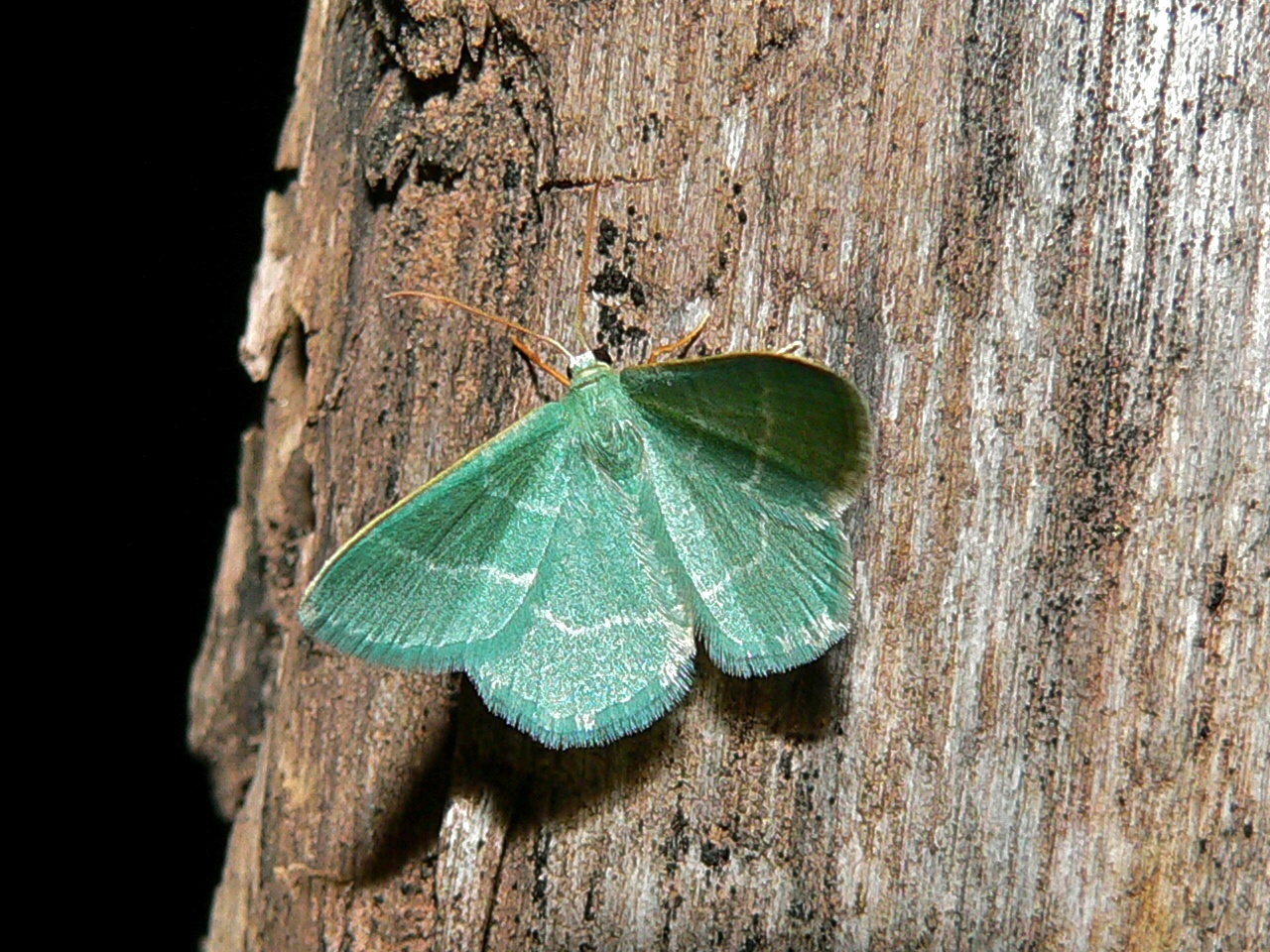
Smaragdgrön lundmätare.
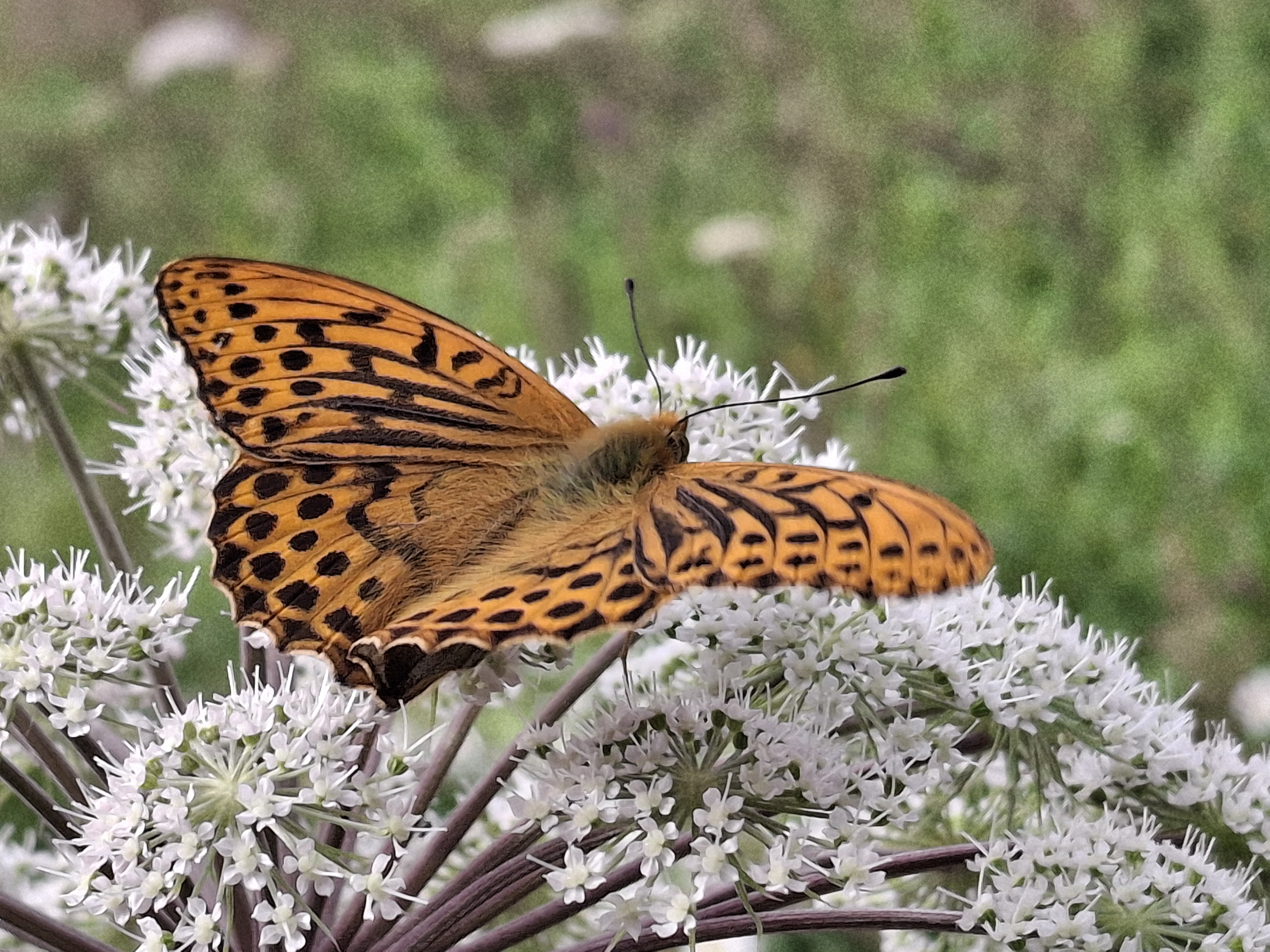
Silverstreckad pärlemorfjäril.
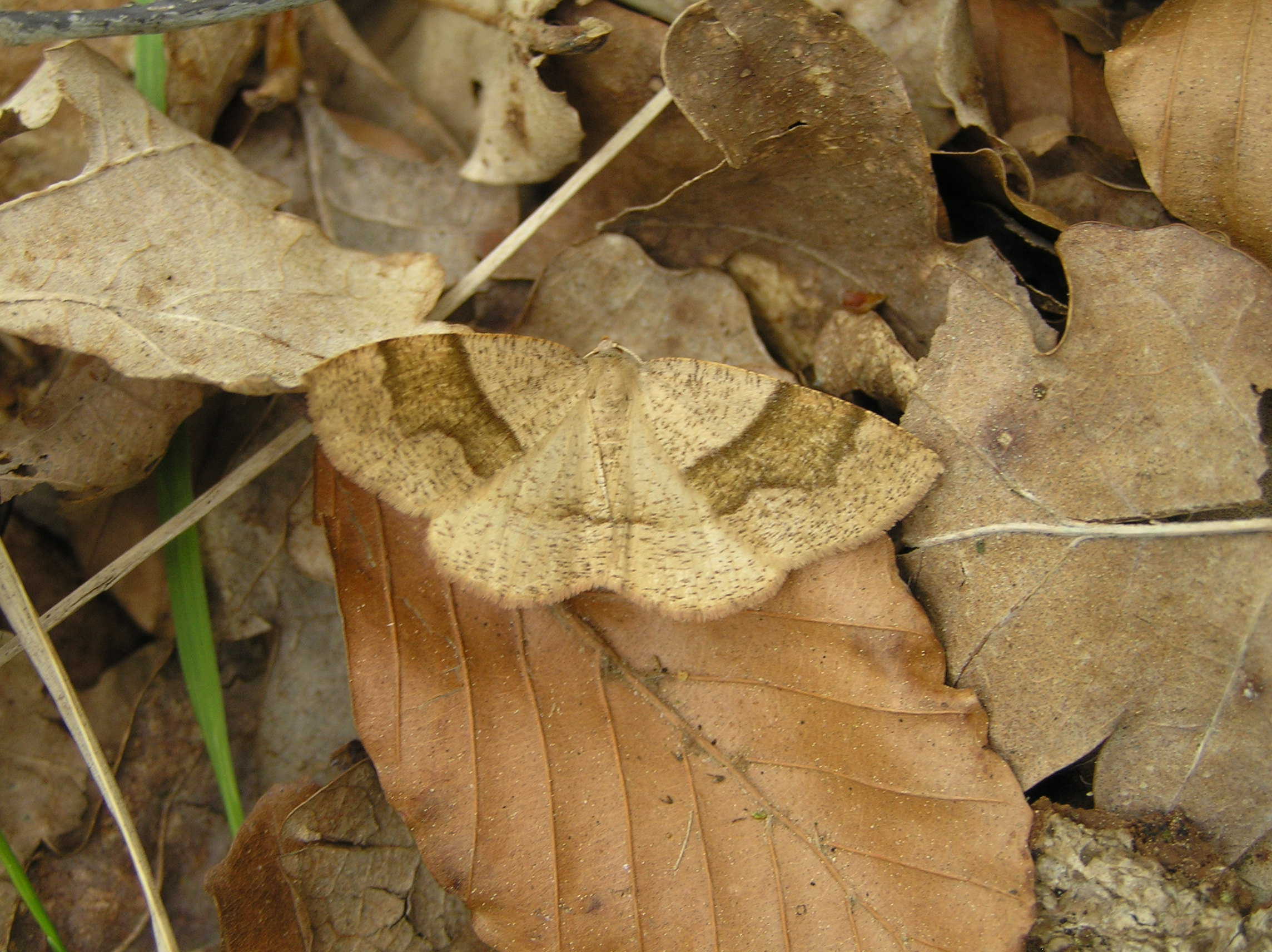
Pudrad skymningsmätare.
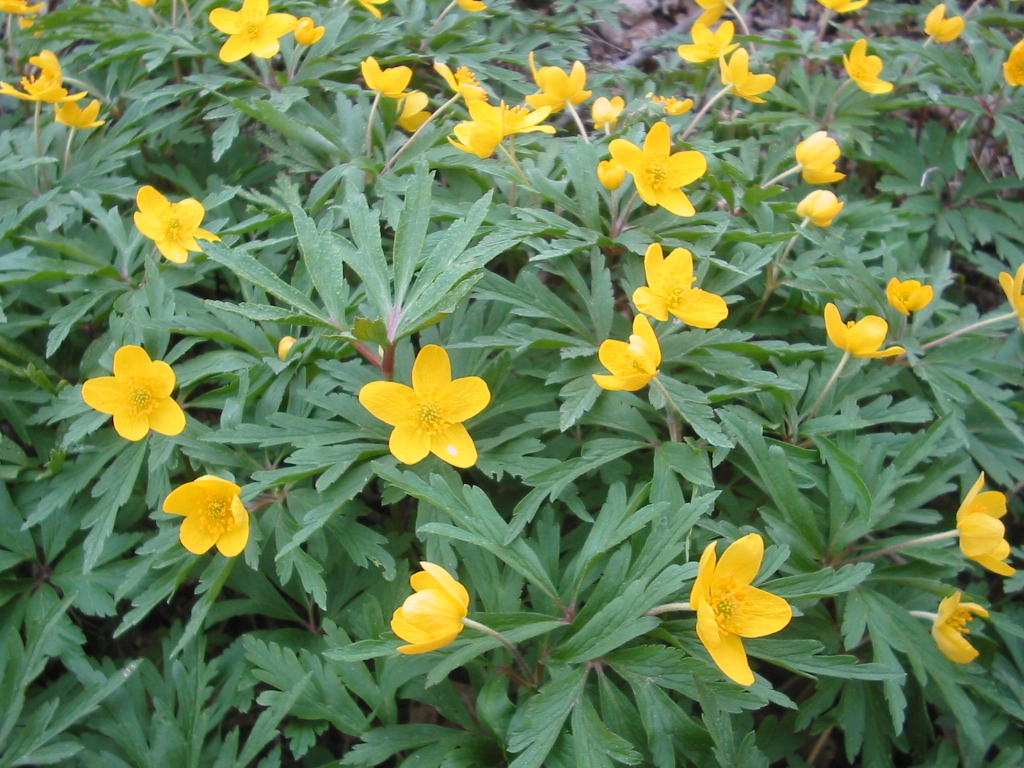
Gulsippa.
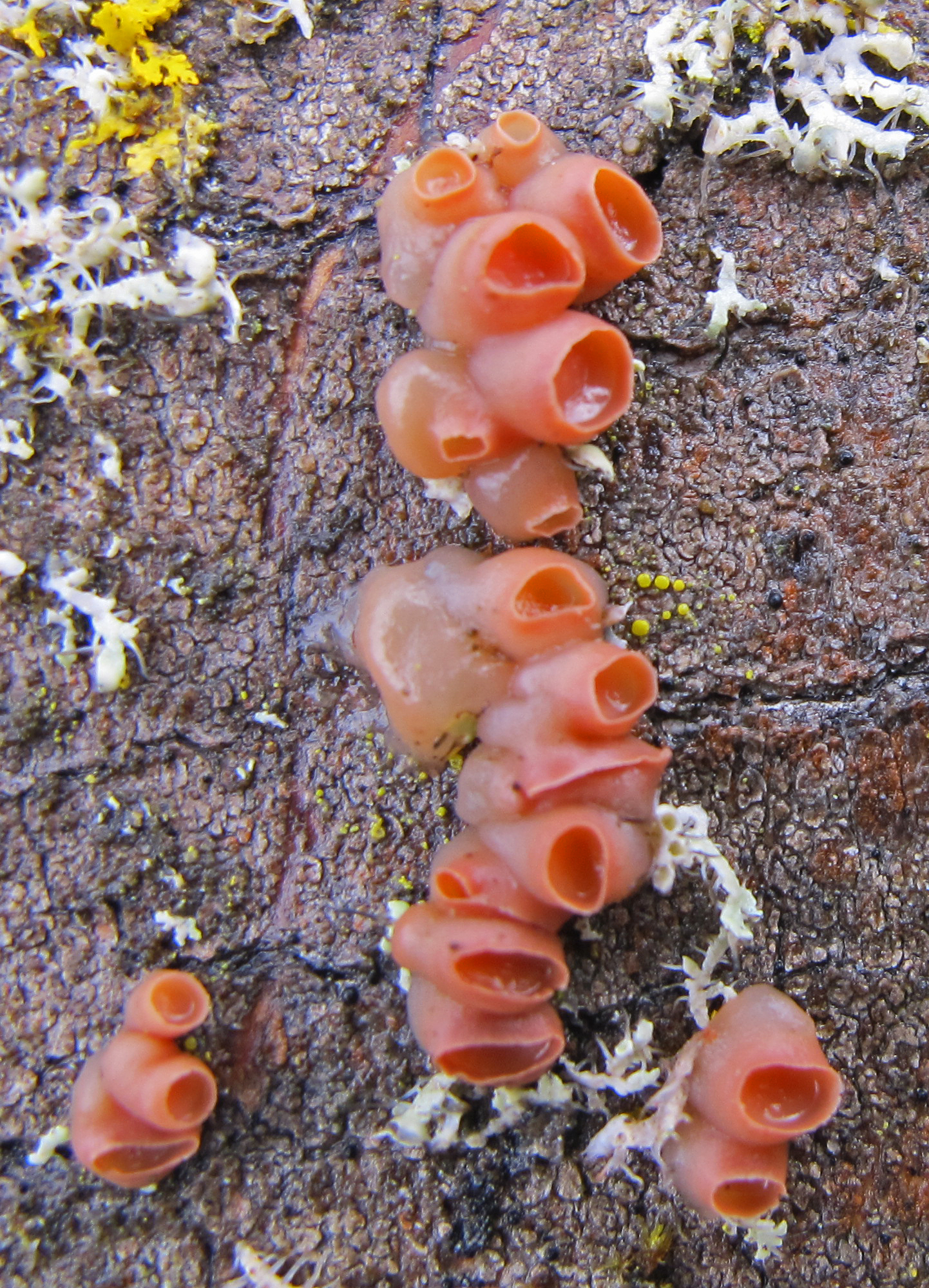
Broskboll.
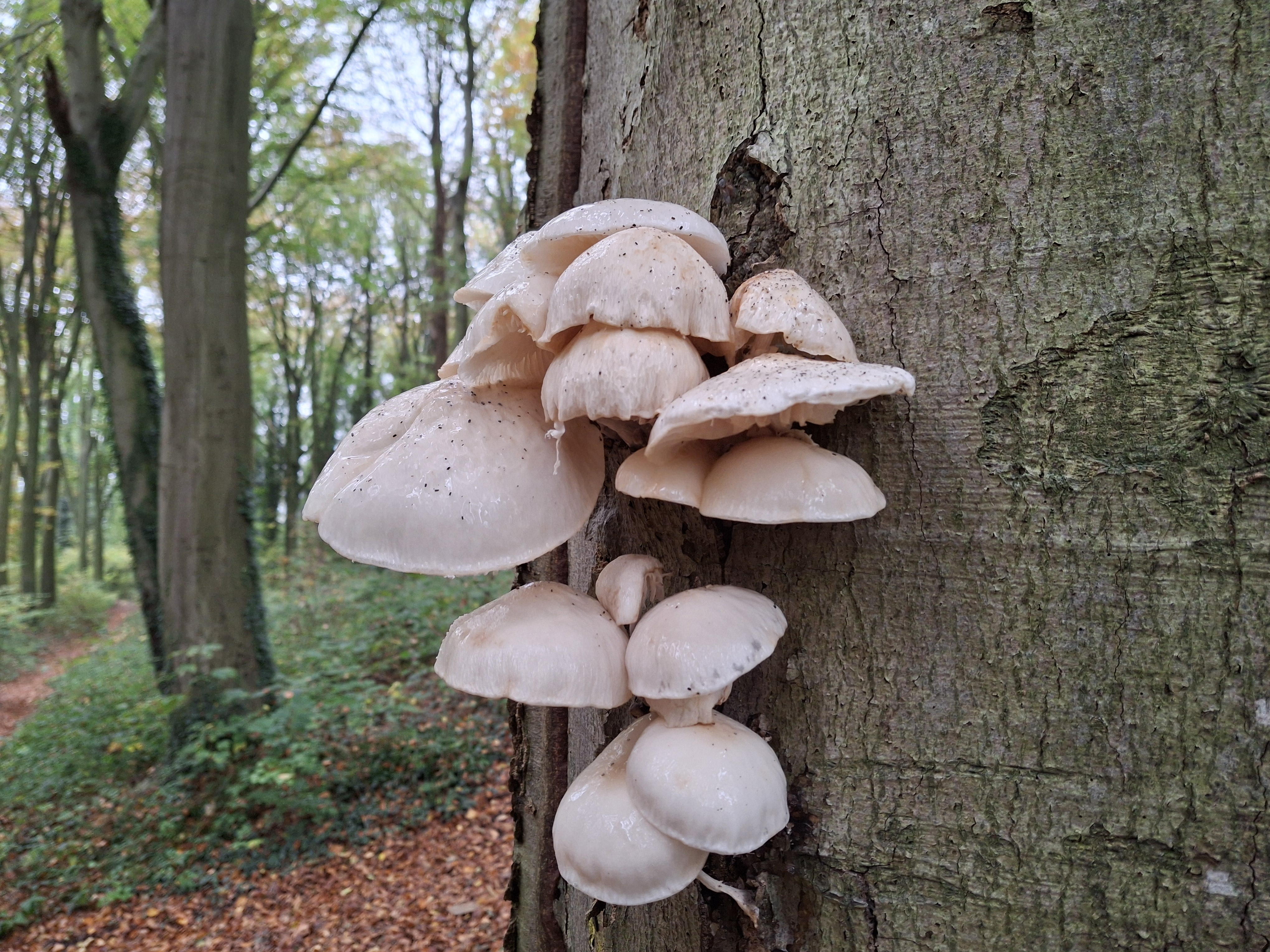
Porslinsskivling.

### Stenbrott
Savelsbos innehåller flera före detta sand- och grustag, kalkstensbrott och några flintagruvor, (dessa stenbrott finns i hela skogen).
- Cadierdals stenbrott IV
- Cadierdals stenbrott III
- Stenbrottet Orenberg
- Cadierdals stenbrott II
- Cadierdals stenbrott I
- Keerderbergs stenbrott
- Mustard Mountain Quarry North
- Mustard Mountain Quarry South
- Kleinberg Quarry North
- Kleinberggrue South
- Stenbrott bakom Hotsboom
- Hotsboom stenbrott
- Grave Hell
- Stenbrott på toppen av Riesenberg
- Riesenbergs stenbrott
- Grishålsbrott
- Stenbrottet på Trichterberg I
- Trichterbergs stenbrott, geologiskt monument
- Grove de Grote Dolekamer
- Groeve de Kleine Dolekamer
- Grustag Savelsbos
- Savelsbergs stenbrott
- Groeve de Groete Erd
- Scheggeldergrub II stenbrott
- Lebensbosch stenbrott
- Neven Lebensbosch stenbrott
- Steinbergs stenbrott
- Henkeput
- Abri van Rijckholt
- Flint Mines Clean Grub
- Flintgruvor i Rijckholt
- Groeve Moerslag